# Gare de Lyon-Jean-Macé
Pour les articles homonymes, voir Gare de Lyon et Jean Macé (homonymie).
La gare de Lyon-Jean-Macé, appelée aussi gare Jean-Macé, dont le nom initial était halte Jean-Macé, est une gare ferroviaire française des lignes : de Lyon-Perrache à Marseille-Saint-Charles (via Grenoble) et de Paris-Lyon à Marseille-Saint-Charles. Elle est située, au carrefour des avenues Jean-Jaurès et Berthelot, dans le 7e arrondissement de la ville de Lyon, chef-lieu de la Métropole de Lyon et de la région Auvergne-Rhône-Alpes.
Elle est mise en service en 2009, par la Société nationale des chemins de fer français (SNCF).
C'est une gare voyageurs SNCF desservie par des trains TER Auvergne-Rhône-Alpes. Elle est également l'un des éléments d'un point multimodal entre le train, le métro (ligne B), le tramway (ligne T2), le vélo (consignes et loueur) et les piétons.

## Situation ferroviaire
Établie à 171 mètres d'altitude, la gare de Lyon-Jean-Macé est située au point kilométrique (PK) 512,2 de la ligne de Paris-Lyon à Marseille-Saint-Charles, entre les gares de Lyon-Perrache et de Saint-Fons, et sur la ligne de Lyon-Perrache à Marseille-Saint-Charles (via Grenoble), entre les gares de Lyon-Perrache et de Vénissieux.
Elle est également sur le parcours de la ligne de Lyon-Perrache à Genève (frontière), mais ne dispose pas de quai permettant une desserte par les trains circulant sur cette ligne.

## Histoire
Inscrite dans le projet de RER lyonnais, ayant pour but de désengorger les grandes gares de Part-Dieu et de Perrache tout en permettant d'y accéder via le réseau des Transports en commun lyonnais (TCL), la gare était prévue, en 2004, seulement sous la forme d'une halte voyageurs sans personnel. À la demande de l'ancienne région Rhône-Alpes, le projet a évolué avec la création d'un guichet doté de personnel. Inaugurée le 8 décembre 2009, elle est mise en service le 13 décembre 2009 par la Société nationale des chemins de fer français (SNCF)[réf. nécessaire].
Elle est établie au pont ferroviaire qui permet le passage de la ligne au-dessus de l'avenue Jean Jaurès, au croisement avec l'avenue Berthelot. Au niveau du sol, on trouve deux halles d'entrée, sous le pont de chaque côté de l'avenue. Des ascenseurs permettent de rejoindre, au-dessus du pont, le quai central de 250 mètres de long permettant l'accès aux trains.

## Fréquentation
Selon les estimations de la SNCF, la fréquentation annuelle de la gare s'élève aux nombres indiqués dans le tableau ci-dessous.
| Année                      | 2015    | 2016    | 2017    | 2018      | 2019      | 2020      | 2021      | 2022      |
| -------------------------- | ------- | ------- | ------- | --------- | --------- | --------- | --------- | --------- |
| Nombre de voyageurs        | 590 918 | 634 720 | 775 892 | 857 555   | 1 181 281 | 817 489   | 1 123 438 | 1 473 871 |
| Voyageurs et non voyageurs | 738 648 | 793 400 | 969 865 | 1 071 943 | 1 476 601 | 1 021 862 | 1 404 298 | 1 842 339 |

## Service des voyageurs

### Accueil
Gare de la SNCF, elle dispose d'un guichet ouvert du lundi au samedi et fermé les dimanches et jours fériés. Elle est équipée d'automates pour l'achat de titres de transport TER et TGV. Des ascenseurs permettent d'accéder au quai situé sur le dessus du pont.

### Desserte
Lyon-Jean-Macé est desservie quotidiennement par des trains TER Auvergne-Rhône-Alpes, des relations :
- de Mâcon-Ville à Valence-Ville via Lyon-Perrache ;
- de Villefranche-sur-Saône à Vienne via Lyon-Perrache ;
- de Lyon-Perrache à Valence-Ville ;
- de Lyon-Perrache à Vienne ;
- de Lyon-Perrache à Saint-André-le-Gaz.

Installations et desserte de la gare
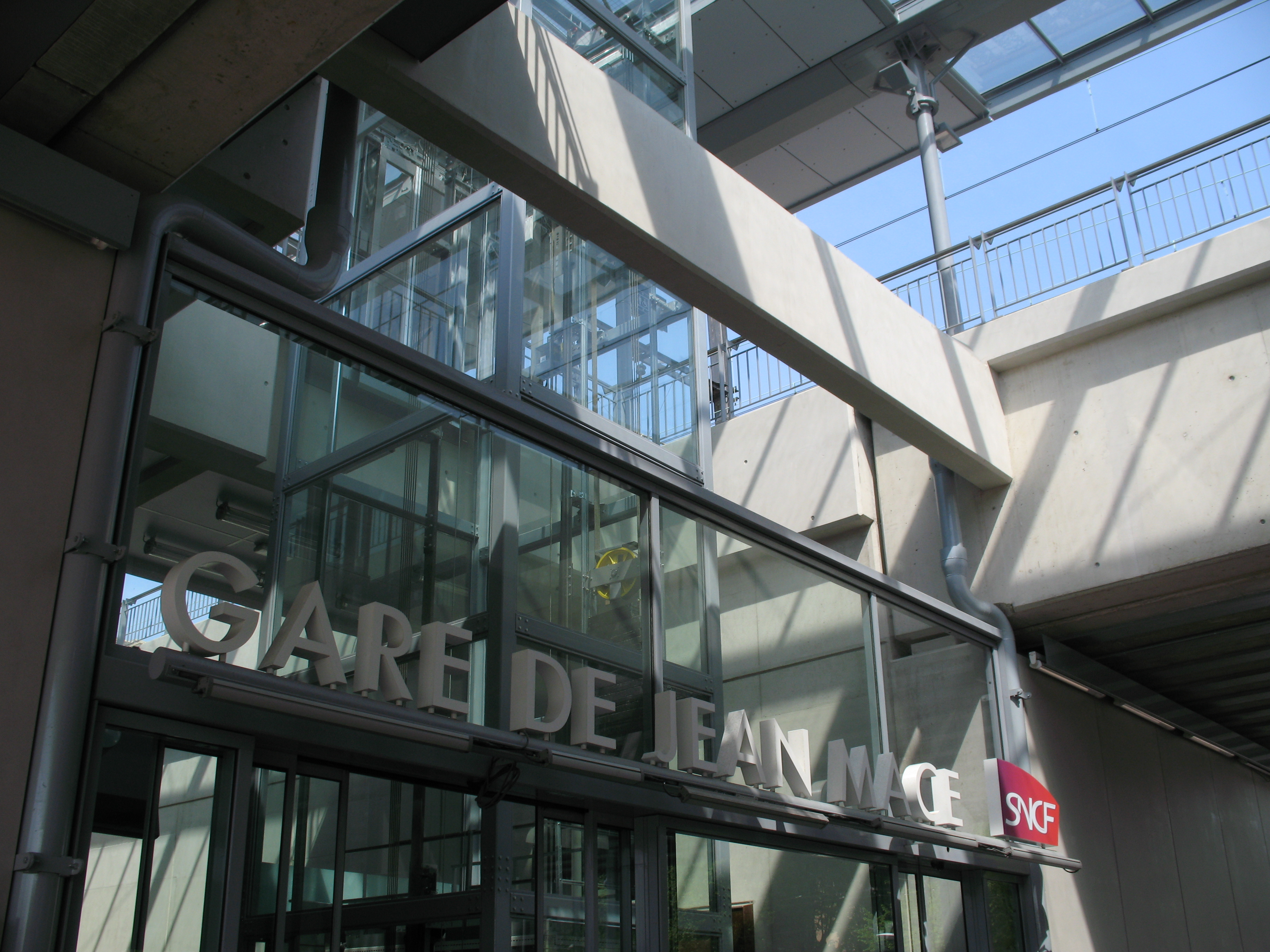
Le hall Ouest et son ascenseur.
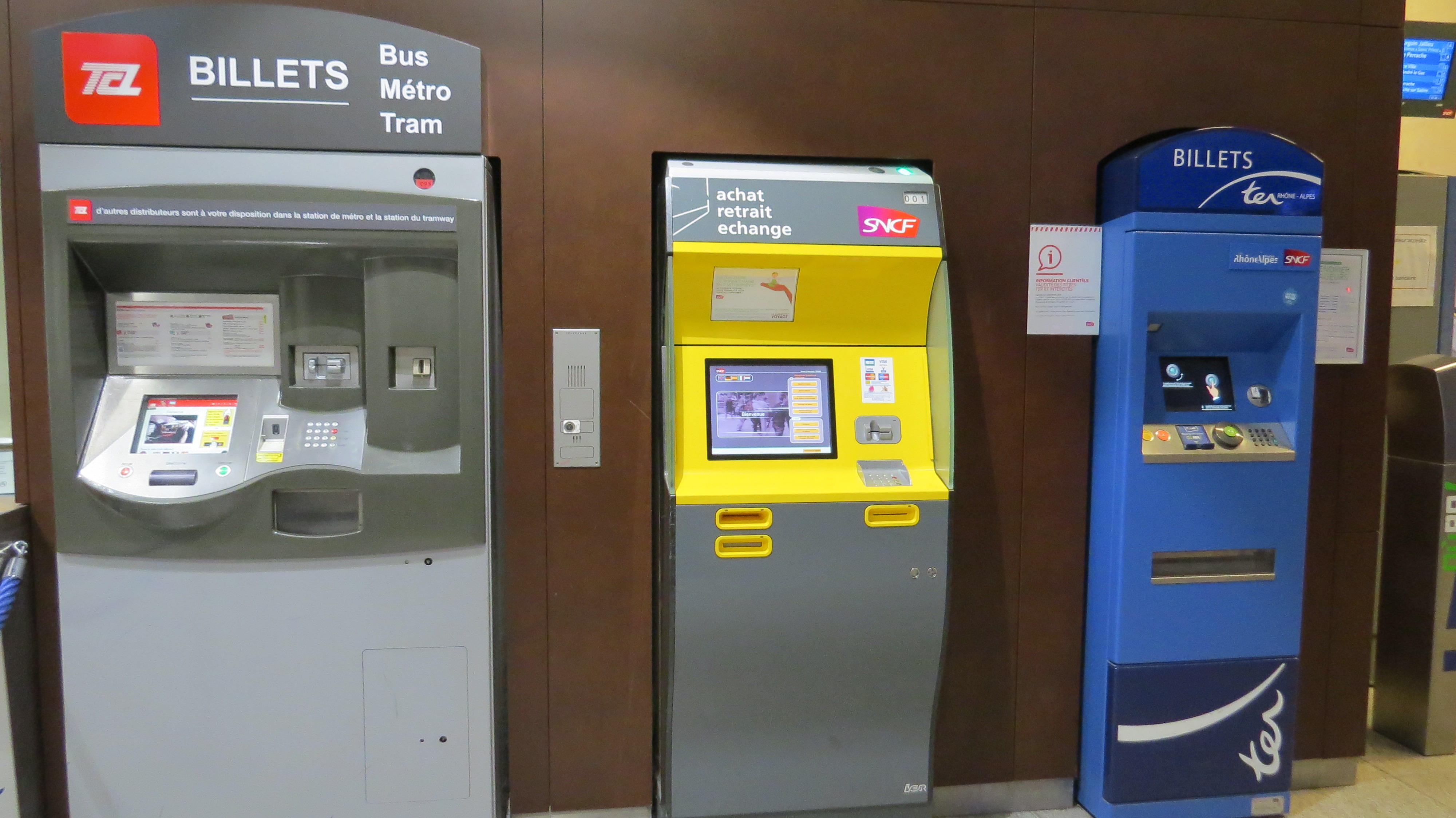
Des machines de vente de billets TCL, SNCF, et TER dans le hall Ouest.
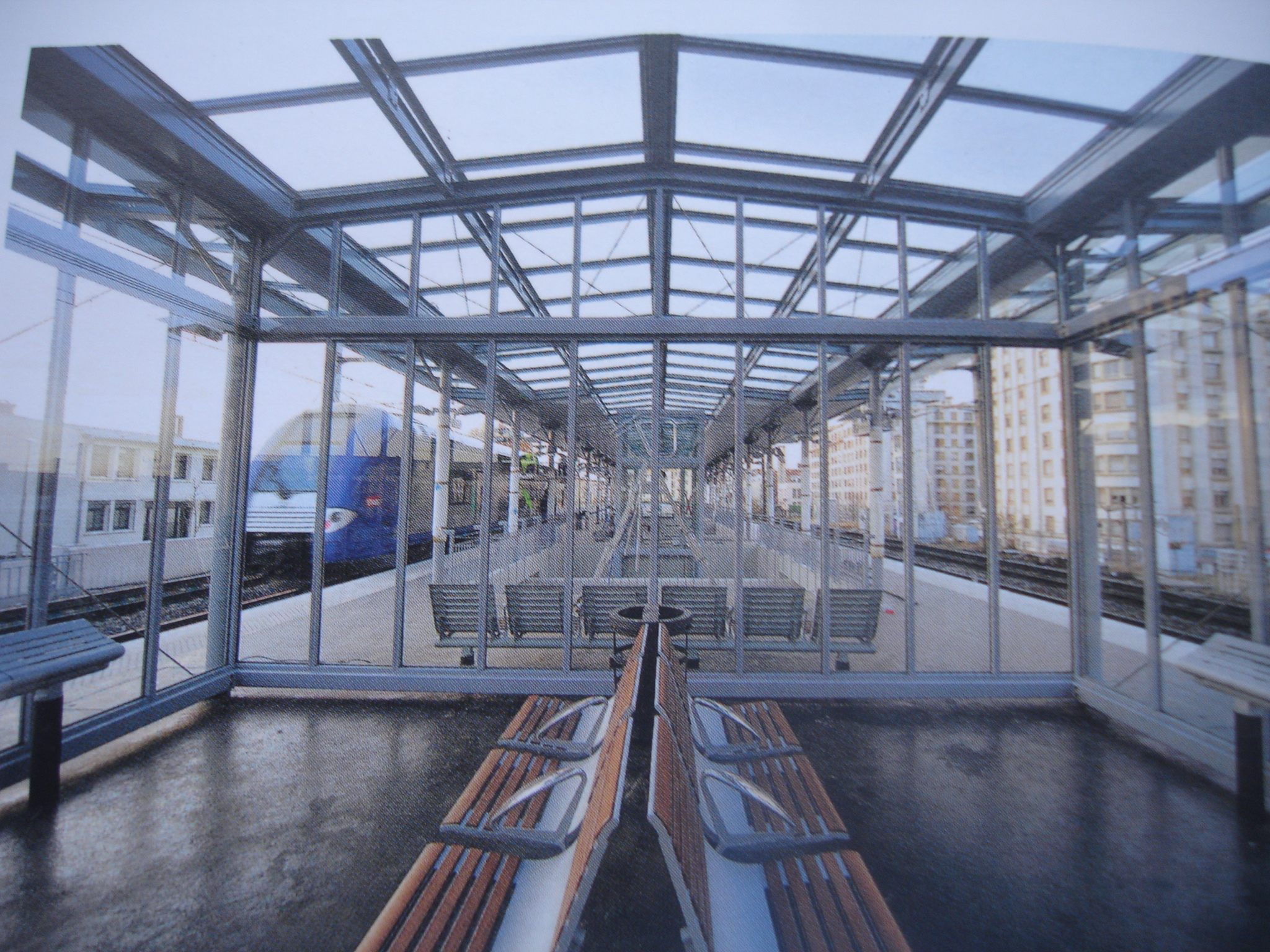
Abri du quai.
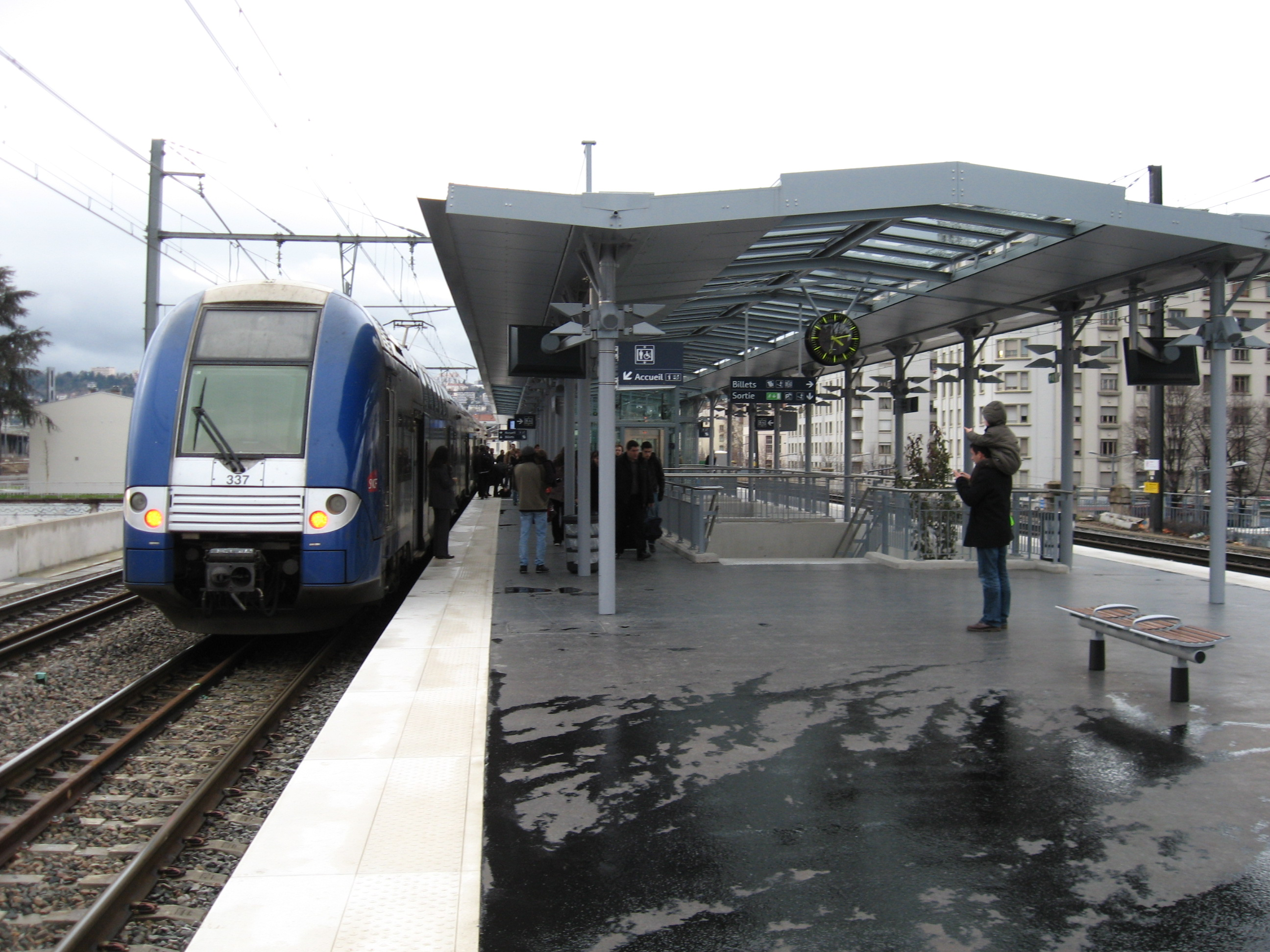
Desserte TER.

### Intermodalité
Un parc pour les vélos (110 places en consigne collective et des accroche-vélos) et un parking pour les véhicules y sont aménagés et un service de location de vélo est présent.
Dans les halls elle dispose d'écrans avec l'affichage en temps réel des départs du métro à prendre à la station Jean Macé sur la ligne B et les tramways de la ligne T2 dont l'arrêt est à côté du pont.
Des arrêts de bus, lignes C4, C7, C12, C14, 35, 64, sont également situés à proximité.

Métro et tramway à la station Jean Macé
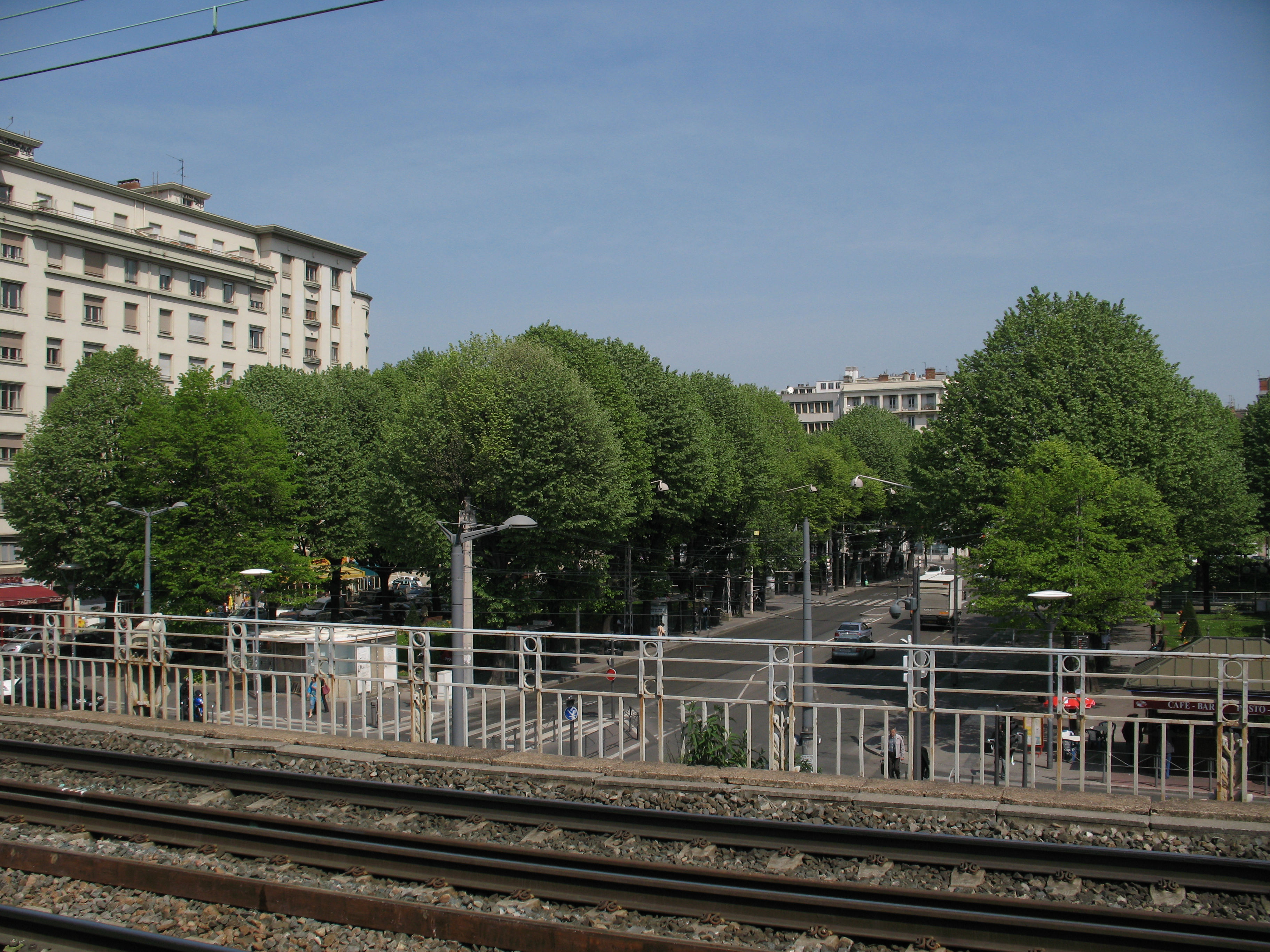
Place vue du pont.
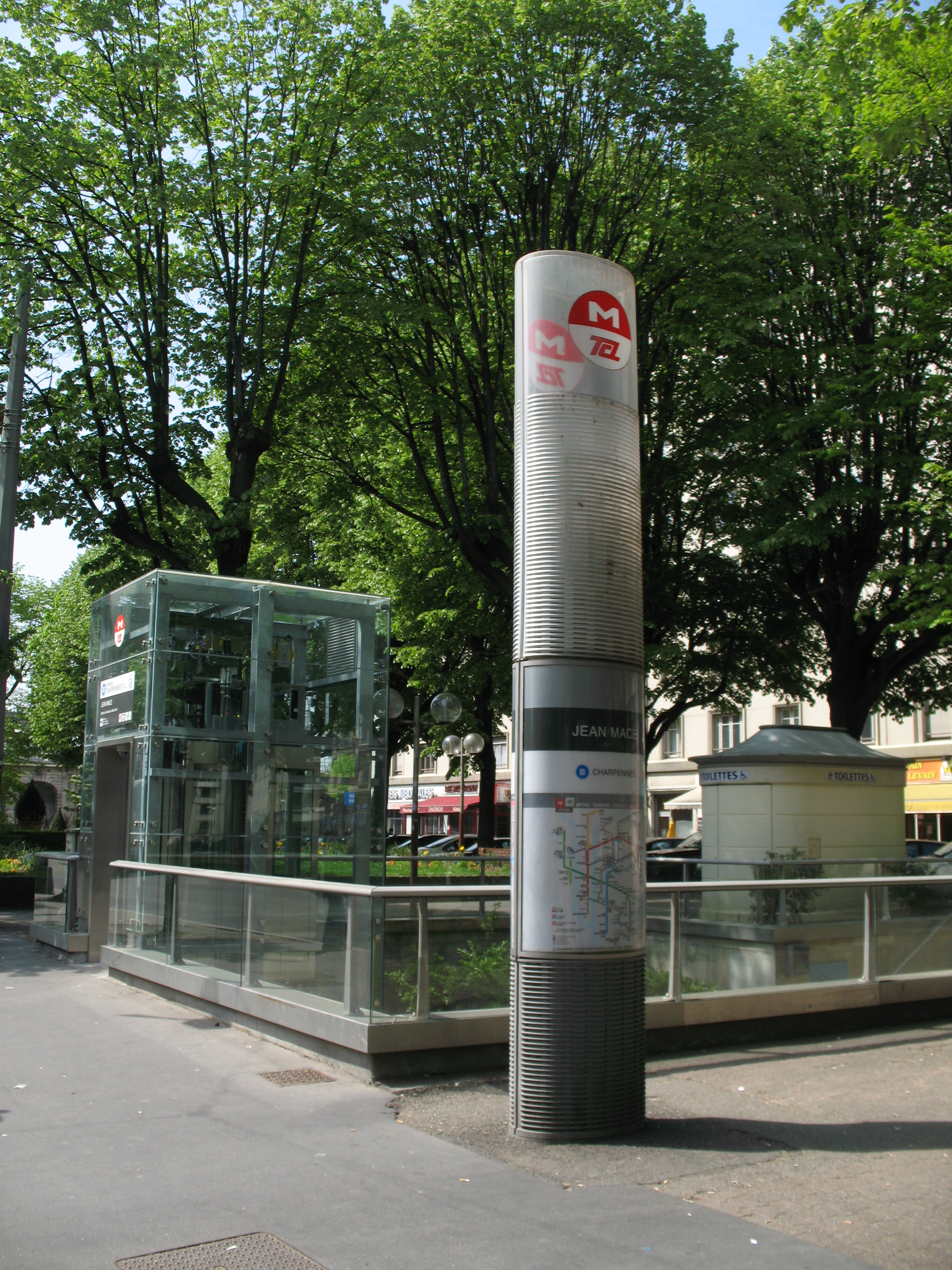
Accès à la ligne B du métro.
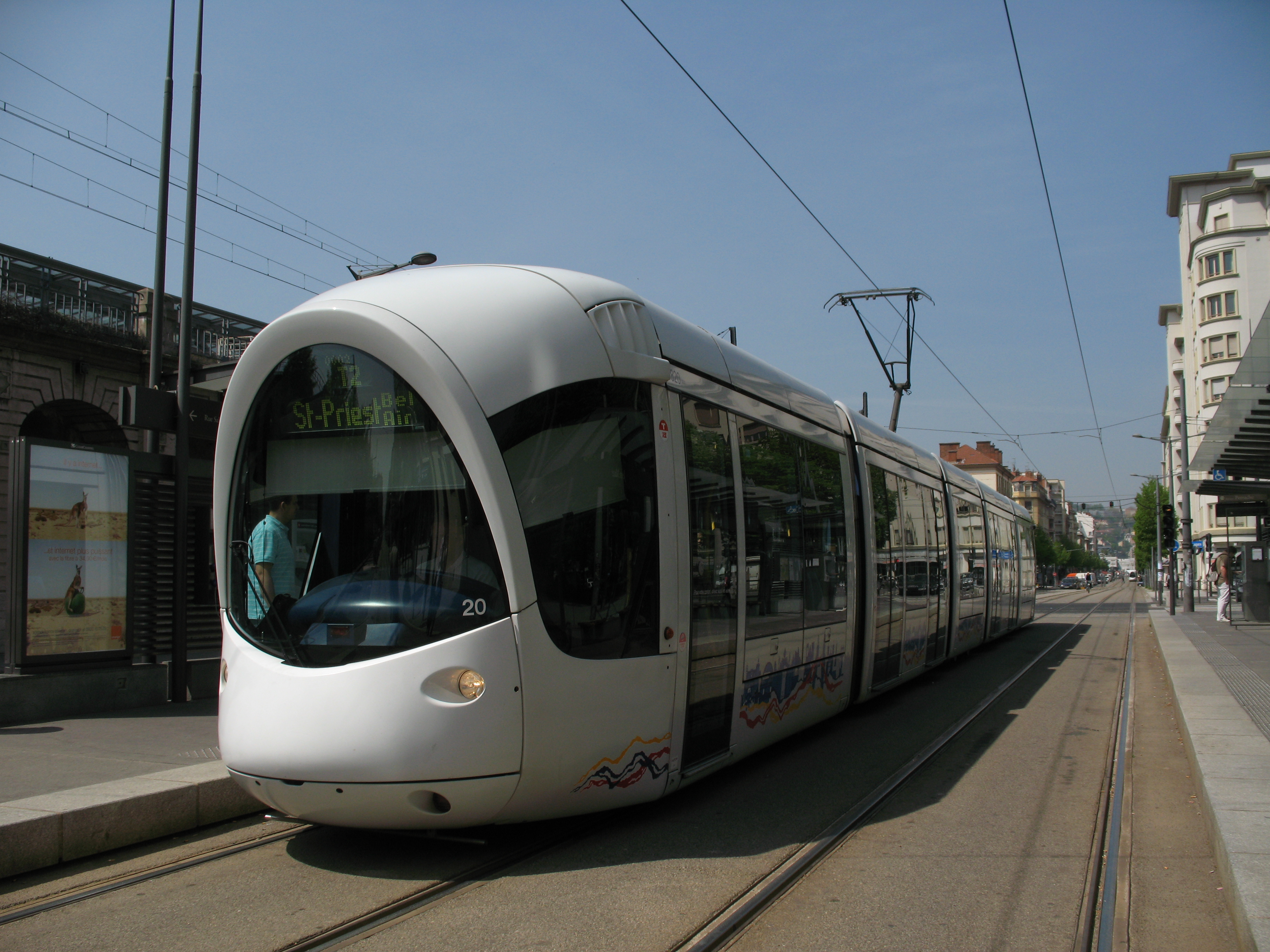
Un tramway de la ligne T2 en station.

## Fresque du centenaire
Le long de l'avenue Berthelot est installé un carnet de voyage composé de 24 panneaux insérés à l’intérieur des voûtes de soutien. Inauguré le 1er juin 2012, il évoque l'histoire du quartier de La Guillotière.